# Cârlibaba
Cârlibaba (allemand : Kirlibaba, hongrois : Radnalajosfalva) est une commune de Bucovine occidentale en Roumanie.
Proche de la frontière occidentale de la région, sur la route du col de Prislop dans les monts Rodna et de la Marmatie, la localité abrite l'une des dernières populations importantes de germanophones de Bucovine.

## Histoire
Lors de la Première Guerre mondiale, la bataille de Cârlibaba, menée entre le 18 et le 22 janvier 1915, a opposé l'Empire russe et l'Autriche-Hongrie. Elle s'est terminée par la victoire des forces austro-hongroises.

## Jumelages
Bègles en Gironde (France) depuis 1989 dans le cadre du mouvement OVR « Opération Villages Roumains ».